# Oumar Abaker
Oumar Abaker (* 1. September 1979 in N’Djamena) ist ein tschadischer ehemaliger Fußballnationalspieler. Er war Abwehrspieler und spielte für Arras Football und CS Avion.

## Karriere
Abaker kam 2000 von Renaissance FC nach Frankreich zum in der Championnat de France Amateurs spielenden Arras Football, mit dem er von der Siebt- bis zur Fünftklassigkeit aufstieg. Nach sieben Jahren bei Arras heuerte er 2007 beim CS Avion im Norden Frankreichs an. Hier gelang der Aufstieg von der sechsten bis zur vierten Liga. 2011 ging er für zwei Jahre zurück, dann beendete er seine Karriere.